# Râul Sighiștel
Râul Sighiștel este un curs de apă, afluent al râului Crișul Băiței. Cursul superior al râului este cunoscut și sub denumirea de Râul Sohodolul Mare

## Hărți
- Harta Munții Bihor